# Problema de Carlos XII
O Problema de Carlos XII é um famoso puzzle de xadrez, criado por Samuel Loyd, em 1878.
Em 1878, Samuel Loyd editou, na cidade de Elisabeth, Nova Jérsei, o livro Chess Strategy, contendo aproximadamente quinhentos problemas de xadrez.
Dentre eles, o que mais se destaca é o Problema de Carlos XII, criado quando ele tinha apenas dezoito anos. Este problema sobre xadrez, foi abrilhantado com a seguinte história:
"Carlos XII, rei da Suécia, por volta do ano de 1713, durante uma pausa dos constantes ataques dos turcos, para relaxar,  jogava xadrez com os seus ministros; em uma delas, depois de várias jogadas, anunciou que daria um xeque-mate em três lances. Porém, o inesperado aconteceu! Em um novo ataque, uma saraivada de balas atingiu o cavalo branco destruindo-o. Passado o susto, o rei agora imperturbável, depois de um breve estudo da posição remanescente exclamou! Não se preocupem, não preciso do cavalo, pois ainda vou dar o mate em quatro lances. Ainda atônitos e admirados pela perseverança e astúcia do rei, foram novamente surpreendidos por mais tiros. Agora uma outra bala atinge o peão da coluna da torre. Nada parecia abalar aquele enxadrista real, que finalmente afirmou sua última estratégia. Daria o xeque-mate em cinco lances. E o rei não disse a solução dos 3 problemas a seu ministro que depois desse fato nunca mais voltou a jogar xadrez."

## O Problema
|   | a | b | c | d | e | f | g | h |   |
| 8 | g7 branco torre · h6 preto peão · f5 branco rei · h5 preto rei · g3 preto peão · f2 preto bispo · g2 branco peão · h2 branco peão · e1 branco cavalo | g7 branco torre · h6 preto peão · f5 branco rei · h5 preto rei · g3 preto peão · f2 preto bispo · g2 branco peão · h2 branco peão · e1 branco cavalo | g7 branco torre · h6 preto peão · f5 branco rei · h5 preto rei · g3 preto peão · f2 preto bispo · g2 branco peão · h2 branco peão · e1 branco cavalo | g7 branco torre · h6 preto peão · f5 branco rei · h5 preto rei · g3 preto peão · f2 preto bispo · g2 branco peão · h2 branco peão · e1 branco cavalo | g7 branco torre · h6 preto peão · f5 branco rei · h5 preto rei · g3 preto peão · f2 preto bispo · g2 branco peão · h2 branco peão · e1 branco cavalo | g7 branco torre · h6 preto peão · f5 branco rei · h5 preto rei · g3 preto peão · f2 preto bispo · g2 branco peão · h2 branco peão · e1 branco cavalo | g7 branco torre · h6 preto peão · f5 branco rei · h5 preto rei · g3 preto peão · f2 preto bispo · g2 branco peão · h2 branco peão · e1 branco cavalo | g7 branco torre · h6 preto peão · f5 branco rei · h5 preto rei · g3 preto peão · f2 preto bispo · g2 branco peão · h2 branco peão · e1 branco cavalo | 8 |
| 7 | g7 branco torre · h6 preto peão · f5 branco rei · h5 preto rei · g3 preto peão · f2 preto bispo · g2 branco peão · h2 branco peão · e1 branco cavalo | g7 branco torre · h6 preto peão · f5 branco rei · h5 preto rei · g3 preto peão · f2 preto bispo · g2 branco peão · h2 branco peão · e1 branco cavalo | g7 branco torre · h6 preto peão · f5 branco rei · h5 preto rei · g3 preto peão · f2 preto bispo · g2 branco peão · h2 branco peão · e1 branco cavalo | g7 branco torre · h6 preto peão · f5 branco rei · h5 preto rei · g3 preto peão · f2 preto bispo · g2 branco peão · h2 branco peão · e1 branco cavalo | g7 branco torre · h6 preto peão · f5 branco rei · h5 preto rei · g3 preto peão · f2 preto bispo · g2 branco peão · h2 branco peão · e1 branco cavalo | g7 branco torre · h6 preto peão · f5 branco rei · h5 preto rei · g3 preto peão · f2 preto bispo · g2 branco peão · h2 branco peão · e1 branco cavalo | g7 branco torre · h6 preto peão · f5 branco rei · h5 preto rei · g3 preto peão · f2 preto bispo · g2 branco peão · h2 branco peão · e1 branco cavalo | g7 branco torre · h6 preto peão · f5 branco rei · h5 preto rei · g3 preto peão · f2 preto bispo · g2 branco peão · h2 branco peão · e1 branco cavalo | 7 |
| 6 | g7 branco torre · h6 preto peão · f5 branco rei · h5 preto rei · g3 preto peão · f2 preto bispo · g2 branco peão · h2 branco peão · e1 branco cavalo | g7 branco torre · h6 preto peão · f5 branco rei · h5 preto rei · g3 preto peão · f2 preto bispo · g2 branco peão · h2 branco peão · e1 branco cavalo | g7 branco torre · h6 preto peão · f5 branco rei · h5 preto rei · g3 preto peão · f2 preto bispo · g2 branco peão · h2 branco peão · e1 branco cavalo | g7 branco torre · h6 preto peão · f5 branco rei · h5 preto rei · g3 preto peão · f2 preto bispo · g2 branco peão · h2 branco peão · e1 branco cavalo | g7 branco torre · h6 preto peão · f5 branco rei · h5 preto rei · g3 preto peão · f2 preto bispo · g2 branco peão · h2 branco peão · e1 branco cavalo | g7 branco torre · h6 preto peão · f5 branco rei · h5 preto rei · g3 preto peão · f2 preto bispo · g2 branco peão · h2 branco peão · e1 branco cavalo | g7 branco torre · h6 preto peão · f5 branco rei · h5 preto rei · g3 preto peão · f2 preto bispo · g2 branco peão · h2 branco peão · e1 branco cavalo | g7 branco torre · h6 preto peão · f5 branco rei · h5 preto rei · g3 preto peão · f2 preto bispo · g2 branco peão · h2 branco peão · e1 branco cavalo | 6 |
| 5 | g7 branco torre · h6 preto peão · f5 branco rei · h5 preto rei · g3 preto peão · f2 preto bispo · g2 branco peão · h2 branco peão · e1 branco cavalo | g7 branco torre · h6 preto peão · f5 branco rei · h5 preto rei · g3 preto peão · f2 preto bispo · g2 branco peão · h2 branco peão · e1 branco cavalo | g7 branco torre · h6 preto peão · f5 branco rei · h5 preto rei · g3 preto peão · f2 preto bispo · g2 branco peão · h2 branco peão · e1 branco cavalo | g7 branco torre · h6 preto peão · f5 branco rei · h5 preto rei · g3 preto peão · f2 preto bispo · g2 branco peão · h2 branco peão · e1 branco cavalo | g7 branco torre · h6 preto peão · f5 branco rei · h5 preto rei · g3 preto peão · f2 preto bispo · g2 branco peão · h2 branco peão · e1 branco cavalo | g7 branco torre · h6 preto peão · f5 branco rei · h5 preto rei · g3 preto peão · f2 preto bispo · g2 branco peão · h2 branco peão · e1 branco cavalo | g7 branco torre · h6 preto peão · f5 branco rei · h5 preto rei · g3 preto peão · f2 preto bispo · g2 branco peão · h2 branco peão · e1 branco cavalo | g7 branco torre · h6 preto peão · f5 branco rei · h5 preto rei · g3 preto peão · f2 preto bispo · g2 branco peão · h2 branco peão · e1 branco cavalo | 5 |
| 4 | g7 branco torre · h6 preto peão · f5 branco rei · h5 preto rei · g3 preto peão · f2 preto bispo · g2 branco peão · h2 branco peão · e1 branco cavalo | g7 branco torre · h6 preto peão · f5 branco rei · h5 preto rei · g3 preto peão · f2 preto bispo · g2 branco peão · h2 branco peão · e1 branco cavalo | g7 branco torre · h6 preto peão · f5 branco rei · h5 preto rei · g3 preto peão · f2 preto bispo · g2 branco peão · h2 branco peão · e1 branco cavalo | g7 branco torre · h6 preto peão · f5 branco rei · h5 preto rei · g3 preto peão · f2 preto bispo · g2 branco peão · h2 branco peão · e1 branco cavalo | g7 branco torre · h6 preto peão · f5 branco rei · h5 preto rei · g3 preto peão · f2 preto bispo · g2 branco peão · h2 branco peão · e1 branco cavalo | g7 branco torre · h6 preto peão · f5 branco rei · h5 preto rei · g3 preto peão · f2 preto bispo · g2 branco peão · h2 branco peão · e1 branco cavalo | g7 branco torre · h6 preto peão · f5 branco rei · h5 preto rei · g3 preto peão · f2 preto bispo · g2 branco peão · h2 branco peão · e1 branco cavalo | g7 branco torre · h6 preto peão · f5 branco rei · h5 preto rei · g3 preto peão · f2 preto bispo · g2 branco peão · h2 branco peão · e1 branco cavalo | 4 |
| 3 | g7 branco torre · h6 preto peão · f5 branco rei · h5 preto rei · g3 preto peão · f2 preto bispo · g2 branco peão · h2 branco peão · e1 branco cavalo | g7 branco torre · h6 preto peão · f5 branco rei · h5 preto rei · g3 preto peão · f2 preto bispo · g2 branco peão · h2 branco peão · e1 branco cavalo | g7 branco torre · h6 preto peão · f5 branco rei · h5 preto rei · g3 preto peão · f2 preto bispo · g2 branco peão · h2 branco peão · e1 branco cavalo | g7 branco torre · h6 preto peão · f5 branco rei · h5 preto rei · g3 preto peão · f2 preto bispo · g2 branco peão · h2 branco peão · e1 branco cavalo | g7 branco torre · h6 preto peão · f5 branco rei · h5 preto rei · g3 preto peão · f2 preto bispo · g2 branco peão · h2 branco peão · e1 branco cavalo | g7 branco torre · h6 preto peão · f5 branco rei · h5 preto rei · g3 preto peão · f2 preto bispo · g2 branco peão · h2 branco peão · e1 branco cavalo | g7 branco torre · h6 preto peão · f5 branco rei · h5 preto rei · g3 preto peão · f2 preto bispo · g2 branco peão · h2 branco peão · e1 branco cavalo | g7 branco torre · h6 preto peão · f5 branco rei · h5 preto rei · g3 preto peão · f2 preto bispo · g2 branco peão · h2 branco peão · e1 branco cavalo | 3 |
| 2 | g7 branco torre · h6 preto peão · f5 branco rei · h5 preto rei · g3 preto peão · f2 preto bispo · g2 branco peão · h2 branco peão · e1 branco cavalo | g7 branco torre · h6 preto peão · f5 branco rei · h5 preto rei · g3 preto peão · f2 preto bispo · g2 branco peão · h2 branco peão · e1 branco cavalo | g7 branco torre · h6 preto peão · f5 branco rei · h5 preto rei · g3 preto peão · f2 preto bispo · g2 branco peão · h2 branco peão · e1 branco cavalo | g7 branco torre · h6 preto peão · f5 branco rei · h5 preto rei · g3 preto peão · f2 preto bispo · g2 branco peão · h2 branco peão · e1 branco cavalo | g7 branco torre · h6 preto peão · f5 branco rei · h5 preto rei · g3 preto peão · f2 preto bispo · g2 branco peão · h2 branco peão · e1 branco cavalo | g7 branco torre · h6 preto peão · f5 branco rei · h5 preto rei · g3 preto peão · f2 preto bispo · g2 branco peão · h2 branco peão · e1 branco cavalo | g7 branco torre · h6 preto peão · f5 branco rei · h5 preto rei · g3 preto peão · f2 preto bispo · g2 branco peão · h2 branco peão · e1 branco cavalo | g7 branco torre · h6 preto peão · f5 branco rei · h5 preto rei · g3 preto peão · f2 preto bispo · g2 branco peão · h2 branco peão · e1 branco cavalo | 2 |
| 1 | g7 branco torre · h6 preto peão · f5 branco rei · h5 preto rei · g3 preto peão · f2 preto bispo · g2 branco peão · h2 branco peão · e1 branco cavalo | g7 branco torre · h6 preto peão · f5 branco rei · h5 preto rei · g3 preto peão · f2 preto bispo · g2 branco peão · h2 branco peão · e1 branco cavalo | g7 branco torre · h6 preto peão · f5 branco rei · h5 preto rei · g3 preto peão · f2 preto bispo · g2 branco peão · h2 branco peão · e1 branco cavalo | g7 branco torre · h6 preto peão · f5 branco rei · h5 preto rei · g3 preto peão · f2 preto bispo · g2 branco peão · h2 branco peão · e1 branco cavalo | g7 branco torre · h6 preto peão · f5 branco rei · h5 preto rei · g3 preto peão · f2 preto bispo · g2 branco peão · h2 branco peão · e1 branco cavalo | g7 branco torre · h6 preto peão · f5 branco rei · h5 preto rei · g3 preto peão · f2 preto bispo · g2 branco peão · h2 branco peão · e1 branco cavalo | g7 branco torre · h6 preto peão · f5 branco rei · h5 preto rei · g3 preto peão · f2 preto bispo · g2 branco peão · h2 branco peão · e1 branco cavalo | g7 branco torre · h6 preto peão · f5 branco rei · h5 preto rei · g3 preto peão · f2 preto bispo · g2 branco peão · h2 branco peão · e1 branco cavalo | 1 |
|   | a | b | c | d | e | f | g | h |   |

Este problema foi originalmente publicado em 1859. A história envolve um incidente durante o cerco de Carlos XII da Suécia pelos turcos na cidade de Bender, em 1713.

### Diagrama I
"Em 1713, durante a guerra turco-sueca, o rei Carlos XII da Suécia situado pelo inimigo no forte de Benderack. Ocupava seu tempo organizando a defesa e jogando xadrez. Seu oponente era seu ministro Grotuzen. Um dia jogando, chegou-se a posição mostrada no Diagrama 1, ao lado:
Carlos anunciou mate em 3."
Solução
1. Txg3 Bxg3

2. Cf3 Bxh2

3. g4#

### Diagrama II
|   | a | b | c | d | e | f | g | h |   |
| 8 | g7 branco torre · h6 preto peão · f5 branco rei · h5 preto rei · g3 preto peão · f2 preto bispo · g2 branco peão · h2 branco peão | g7 branco torre · h6 preto peão · f5 branco rei · h5 preto rei · g3 preto peão · f2 preto bispo · g2 branco peão · h2 branco peão | g7 branco torre · h6 preto peão · f5 branco rei · h5 preto rei · g3 preto peão · f2 preto bispo · g2 branco peão · h2 branco peão | g7 branco torre · h6 preto peão · f5 branco rei · h5 preto rei · g3 preto peão · f2 preto bispo · g2 branco peão · h2 branco peão | g7 branco torre · h6 preto peão · f5 branco rei · h5 preto rei · g3 preto peão · f2 preto bispo · g2 branco peão · h2 branco peão | g7 branco torre · h6 preto peão · f5 branco rei · h5 preto rei · g3 preto peão · f2 preto bispo · g2 branco peão · h2 branco peão | g7 branco torre · h6 preto peão · f5 branco rei · h5 preto rei · g3 preto peão · f2 preto bispo · g2 branco peão · h2 branco peão | g7 branco torre · h6 preto peão · f5 branco rei · h5 preto rei · g3 preto peão · f2 preto bispo · g2 branco peão · h2 branco peão | 8 |
| 7 | g7 branco torre · h6 preto peão · f5 branco rei · h5 preto rei · g3 preto peão · f2 preto bispo · g2 branco peão · h2 branco peão | g7 branco torre · h6 preto peão · f5 branco rei · h5 preto rei · g3 preto peão · f2 preto bispo · g2 branco peão · h2 branco peão | g7 branco torre · h6 preto peão · f5 branco rei · h5 preto rei · g3 preto peão · f2 preto bispo · g2 branco peão · h2 branco peão | g7 branco torre · h6 preto peão · f5 branco rei · h5 preto rei · g3 preto peão · f2 preto bispo · g2 branco peão · h2 branco peão | g7 branco torre · h6 preto peão · f5 branco rei · h5 preto rei · g3 preto peão · f2 preto bispo · g2 branco peão · h2 branco peão | g7 branco torre · h6 preto peão · f5 branco rei · h5 preto rei · g3 preto peão · f2 preto bispo · g2 branco peão · h2 branco peão | g7 branco torre · h6 preto peão · f5 branco rei · h5 preto rei · g3 preto peão · f2 preto bispo · g2 branco peão · h2 branco peão | g7 branco torre · h6 preto peão · f5 branco rei · h5 preto rei · g3 preto peão · f2 preto bispo · g2 branco peão · h2 branco peão | 7 |
| 6 | g7 branco torre · h6 preto peão · f5 branco rei · h5 preto rei · g3 preto peão · f2 preto bispo · g2 branco peão · h2 branco peão | g7 branco torre · h6 preto peão · f5 branco rei · h5 preto rei · g3 preto peão · f2 preto bispo · g2 branco peão · h2 branco peão | g7 branco torre · h6 preto peão · f5 branco rei · h5 preto rei · g3 preto peão · f2 preto bispo · g2 branco peão · h2 branco peão | g7 branco torre · h6 preto peão · f5 branco rei · h5 preto rei · g3 preto peão · f2 preto bispo · g2 branco peão · h2 branco peão | g7 branco torre · h6 preto peão · f5 branco rei · h5 preto rei · g3 preto peão · f2 preto bispo · g2 branco peão · h2 branco peão | g7 branco torre · h6 preto peão · f5 branco rei · h5 preto rei · g3 preto peão · f2 preto bispo · g2 branco peão · h2 branco peão | g7 branco torre · h6 preto peão · f5 branco rei · h5 preto rei · g3 preto peão · f2 preto bispo · g2 branco peão · h2 branco peão | g7 branco torre · h6 preto peão · f5 branco rei · h5 preto rei · g3 preto peão · f2 preto bispo · g2 branco peão · h2 branco peão | 6 |
| 5 | g7 branco torre · h6 preto peão · f5 branco rei · h5 preto rei · g3 preto peão · f2 preto bispo · g2 branco peão · h2 branco peão | g7 branco torre · h6 preto peão · f5 branco rei · h5 preto rei · g3 preto peão · f2 preto bispo · g2 branco peão · h2 branco peão | g7 branco torre · h6 preto peão · f5 branco rei · h5 preto rei · g3 preto peão · f2 preto bispo · g2 branco peão · h2 branco peão | g7 branco torre · h6 preto peão · f5 branco rei · h5 preto rei · g3 preto peão · f2 preto bispo · g2 branco peão · h2 branco peão | g7 branco torre · h6 preto peão · f5 branco rei · h5 preto rei · g3 preto peão · f2 preto bispo · g2 branco peão · h2 branco peão | g7 branco torre · h6 preto peão · f5 branco rei · h5 preto rei · g3 preto peão · f2 preto bispo · g2 branco peão · h2 branco peão | g7 branco torre · h6 preto peão · f5 branco rei · h5 preto rei · g3 preto peão · f2 preto bispo · g2 branco peão · h2 branco peão | g7 branco torre · h6 preto peão · f5 branco rei · h5 preto rei · g3 preto peão · f2 preto bispo · g2 branco peão · h2 branco peão | 5 |
| 4 | g7 branco torre · h6 preto peão · f5 branco rei · h5 preto rei · g3 preto peão · f2 preto bispo · g2 branco peão · h2 branco peão | g7 branco torre · h6 preto peão · f5 branco rei · h5 preto rei · g3 preto peão · f2 preto bispo · g2 branco peão · h2 branco peão | g7 branco torre · h6 preto peão · f5 branco rei · h5 preto rei · g3 preto peão · f2 preto bispo · g2 branco peão · h2 branco peão | g7 branco torre · h6 preto peão · f5 branco rei · h5 preto rei · g3 preto peão · f2 preto bispo · g2 branco peão · h2 branco peão | g7 branco torre · h6 preto peão · f5 branco rei · h5 preto rei · g3 preto peão · f2 preto bispo · g2 branco peão · h2 branco peão | g7 branco torre · h6 preto peão · f5 branco rei · h5 preto rei · g3 preto peão · f2 preto bispo · g2 branco peão · h2 branco peão | g7 branco torre · h6 preto peão · f5 branco rei · h5 preto rei · g3 preto peão · f2 preto bispo · g2 branco peão · h2 branco peão | g7 branco torre · h6 preto peão · f5 branco rei · h5 preto rei · g3 preto peão · f2 preto bispo · g2 branco peão · h2 branco peão | 4 |
| 3 | g7 branco torre · h6 preto peão · f5 branco rei · h5 preto rei · g3 preto peão · f2 preto bispo · g2 branco peão · h2 branco peão | g7 branco torre · h6 preto peão · f5 branco rei · h5 preto rei · g3 preto peão · f2 preto bispo · g2 branco peão · h2 branco peão | g7 branco torre · h6 preto peão · f5 branco rei · h5 preto rei · g3 preto peão · f2 preto bispo · g2 branco peão · h2 branco peão | g7 branco torre · h6 preto peão · f5 branco rei · h5 preto rei · g3 preto peão · f2 preto bispo · g2 branco peão · h2 branco peão | g7 branco torre · h6 preto peão · f5 branco rei · h5 preto rei · g3 preto peão · f2 preto bispo · g2 branco peão · h2 branco peão | g7 branco torre · h6 preto peão · f5 branco rei · h5 preto rei · g3 preto peão · f2 preto bispo · g2 branco peão · h2 branco peão | g7 branco torre · h6 preto peão · f5 branco rei · h5 preto rei · g3 preto peão · f2 preto bispo · g2 branco peão · h2 branco peão | g7 branco torre · h6 preto peão · f5 branco rei · h5 preto rei · g3 preto peão · f2 preto bispo · g2 branco peão · h2 branco peão | 3 |
| 2 | g7 branco torre · h6 preto peão · f5 branco rei · h5 preto rei · g3 preto peão · f2 preto bispo · g2 branco peão · h2 branco peão | g7 branco torre · h6 preto peão · f5 branco rei · h5 preto rei · g3 preto peão · f2 preto bispo · g2 branco peão · h2 branco peão | g7 branco torre · h6 preto peão · f5 branco rei · h5 preto rei · g3 preto peão · f2 preto bispo · g2 branco peão · h2 branco peão | g7 branco torre · h6 preto peão · f5 branco rei · h5 preto rei · g3 preto peão · f2 preto bispo · g2 branco peão · h2 branco peão | g7 branco torre · h6 preto peão · f5 branco rei · h5 preto rei · g3 preto peão · f2 preto bispo · g2 branco peão · h2 branco peão | g7 branco torre · h6 preto peão · f5 branco rei · h5 preto rei · g3 preto peão · f2 preto bispo · g2 branco peão · h2 branco peão | g7 branco torre · h6 preto peão · f5 branco rei · h5 preto rei · g3 preto peão · f2 preto bispo · g2 branco peão · h2 branco peão | g7 branco torre · h6 preto peão · f5 branco rei · h5 preto rei · g3 preto peão · f2 preto bispo · g2 branco peão · h2 branco peão | 2 |
| 1 | g7 branco torre · h6 preto peão · f5 branco rei · h5 preto rei · g3 preto peão · f2 preto bispo · g2 branco peão · h2 branco peão | g7 branco torre · h6 preto peão · f5 branco rei · h5 preto rei · g3 preto peão · f2 preto bispo · g2 branco peão · h2 branco peão | g7 branco torre · h6 preto peão · f5 branco rei · h5 preto rei · g3 preto peão · f2 preto bispo · g2 branco peão · h2 branco peão | g7 branco torre · h6 preto peão · f5 branco rei · h5 preto rei · g3 preto peão · f2 preto bispo · g2 branco peão · h2 branco peão | g7 branco torre · h6 preto peão · f5 branco rei · h5 preto rei · g3 preto peão · f2 preto bispo · g2 branco peão · h2 branco peão | g7 branco torre · h6 preto peão · f5 branco rei · h5 preto rei · g3 preto peão · f2 preto bispo · g2 branco peão · h2 branco peão | g7 branco torre · h6 preto peão · f5 branco rei · h5 preto rei · g3 preto peão · f2 preto bispo · g2 branco peão · h2 branco peão | g7 branco torre · h6 preto peão · f5 branco rei · h5 preto rei · g3 preto peão · f2 preto bispo · g2 branco peão · h2 branco peão | 1 |
|   | a | b | c | d | e | f | g | h |   |

Após anunciado o mate em 3, uma bala turca entrou pela janela e destruiu o cavalo branco;
Carlos não se intimidou. Ia pedir um cavalo novo quando disse: "Não importa, te dou o cavalo, e te darei mate em 4".
Solução
1. Txg3 Be3

2. Tg4 Bg5

3. Th4+ Bxh4

4. g4#

### Diagrama III
|   | a      | b      | c      | d      | e      | f      | g      | h      |   |
| 8 | g1 D i | g1 D i | g1 D i | g1 D i | g1 D i | g1 D i | g1 D i | g1 D i | 8 |
| 7 | g1 D i | g1 D i | g1 D i | g1 D i | g1 D i | g1 D i | g1 D i | g1 D i | 7 |
| 6 | g1 D i | g1 D i | g1 D i | g1 D i | g1 D i | g1 D i | g1 D i | g1 D i | 6 |
| 5 | g1 D i | g1 D i | g1 D i | g1 D i | g1 D i | g1 D i | g1 D i | g1 D i | 5 |
| 4 | g1 D i | g1 D i | g1 D i | g1 D i | g1 D i | g1 D i | g1 D i | g1 D i | 4 |
| 3 | g1 D i | g1 D i | g1 D i | g1 D i | g1 D i | g1 D i | g1 D i | g1 D i | 3 |
| 2 | g1 D i | g1 D i | g1 D i | g1 D i | g1 D i | g1 D i | g1 D i | g1 D i | 2 |
| 1 | g1 D i | g1 D i | g1 D i | g1 D i | g1 D i | g1 D i | g1 D i | g1 D i | 1 |
|   | a      | b      | c      | d      | e      | f      | g      | h      |   |

E tão logo entrou outra bala e tirou o peão de h2. Carlos disse: "Parece que os turcos se aliaram contigo; mesmo sem o peão te darei mate em 5 lances".
Solução
1. Rb7 Be3

2. Rb1 Bg5

3. Rh1+ Bh4

4. Rh2 gxh2

5. g4#